# ニュースハイライト
1. この1年間に起きたニュースを総まとめで紹介する番組。毎年12月下旬（以前は12月30日だったが、ここ数年はその前後に行われる機会が多い）、NHK総合テレビ・ラジオ第1で放送。概ね90分（19時半 - 21時）。
総合テレビは『NHKニュース7』平日のキャスターが平年司会を担当することが多い。ゲストの出演は殆どなく、司会者がその年のニュースについて淡々と映像を交えながら振り返るものであった。
ラジオでは毎回有識者・芸能人数名をゲストパネラーに迎えての座談会形式を取っている。
2010年はテレビ・ラジオとも12月28日放送であり、ラジオ版は私も一言!夕方ニュース（通常17時から19時）をメインのベースとした過去最長の6時間特番「私も一言!!ニュース2010」として23時まで放送された。
なおテレビ・ラジオとも2016年を最後に放送が打ち切られた状況となっている。
2. JRN加盟ネット局で放送されたニュース番組。本項で詳述。

ニュースハイライトは、1958年から中断時期を挟み1993年まで、TBSラジオ（当時は東京放送が運営）をキーステーションとしてJRN加盟各局にネットワークして放送された夕方のラジオニュース番組である。

## 概要
- 1958年6月2日に開始。それまで19時台に放送されていた関東ローカル向けの通常のニュースと「録音ニュース」を発展解消してスタートさせた[1][2]。
- 放送開始当初は夕方18:25 - 18:55→18:20 - 18:55→18:00 - 18:25（1967年から1975年春まで）→18:00 - 18:15（1975年春から1983年春まで）→17:45 - 18:00（1983年4月から）と移動[3]。
  - 初期の頃は、その日のまとめのニュース・天気予報に「今日のハイライト」と東京都庁だより[注釈 1]のコーナーなどで構成されていた。
  - JRN正式発足を機に1965年5月1日をもって一旦終了（ここまで第1期）。翌週の5月3日から1966年4月9日の間は『ラジオ・ニュースネットワーク』、1966年度には『東京イブニング』というタイトルで放送[2]。
  - 1967年度に番組名を『ニュースハイライト』に戻す（つまり第2期）とともに18:00開始に繰り上げて、前半15分間がJRN全国ニュース、後半10分間が関東ローカルニュース・天気・プロ野球情報（上半期）/スポーツニュース（下半期）という体裁をとった[2]。
  - 1975年度から全国ネットワークニュースのみ15分という形になる。また大阪ではテレビのネットチェンジの影響を受けて、同年3月までABC朝日放送→同年4月以降MBS毎日放送にネット局が変更された。
  - 最後期の1990年4月 - 1993年3月はコンプレックスの『イブニングネットワーク』（ただしこのタイトルをアナウンスしたのはこの当時企画ネットになったMBSだけで、他のTBSからのネット局ではそれをコメントしていない[注釈 2]。また、当時NHK総合テレビで放送されていた同名のニュース番組とも無関係）と題し、番組の後半は野球シーズン中の年度上半期は「プロ野球ホットスタジアム」、シーズンオフの下半期は「話題のサイドボード」（1990年度と1991年度）、「ラジオジャーナル'92-93」（1992年度）を編成したため、実際の放送時間は7分程度（17:52ごろまで）の放送だった[注釈 3]。なお、この時からMBSではナイター中継の時間繰上げなどの編成上の都合から、全国向けニュースの配信は行うものの番組はMBSオリジナルの内容（企画ネット形式）に変更された。
- 冒頭にはテーマソングがかかる中、パーソナリティーのアナウンサーが「○月○日。ニュースハイライト。…この時間は（スポンサー名）[注釈 4]がお送りします」とコール。エンディングではテーマ曲なしで、「ニュースハイライト。この時間は（スポンサー名）が全国32局[注釈 5] を結んでお伝えしました」と締めていた。まれにこの後に「それではまた明日!!」と入れていたアナウンサーもいた。
- 番組では、毎回TBSの報道アナウンサーが担当し、その日の主要なニュースをJNN・JRN加盟各放送局の取材したニュース音源や記者・アナウンサーレポートなどを交えて紹介していた。土曜日には地域の話題2編程度を取り上げる「土曜ロータリー」のコーナーが放送された。またその取材音源やレポートの中から優れたものを毎年選び「JRNニュースハイライト賞」を贈っていた。
- 1993年4月から『ネットワークトゥデイ』に移行する形で番組終了。34年10か月の放送に幕を降ろした。

### 主なパーソナリティー
- 青木靖雄
- 今村稔（1990年4月 - 番組終了、『ネットワークトゥデイ』でも続投）
- 五味陸仁
- 近藤美矩
- 佐藤紀子[4]
- 下村健一
- 土屋統督
- 中村尚登

など

## ネット局
- 北海道放送[注釈 6]
- 青森放送
- 岩手放送（現・IBC岩手放送）
- 東北放送
- 秋田放送
- 山形放送
- ラジオ福島
- 山梨放送
- 新潟放送
- 信越放送
- 静岡放送
- 北日本放送（1980年12月ネット開始）
- 北陸放送
- 福井放送
- 中部日本放送（現・CBCラジオ）
- 朝日放送（現・朝日放送ラジオ： - 1975年3月）→毎日放送（現・MBSラジオ： 1975年4月 - ）
- 和歌山放送（1979年10月ネット開始）
- 山陰放送
- 山陽放送（現・RSK山陽放送）
- 中国放送
- 山口放送（1983年4月1日ネット開始）[5]
- 四国放送
- 南海放送
- 高知放送
- RKB毎日放送
- 長崎放送
  - NBCラジオ佐賀
- 熊本放送
- 大分放送
- 宮崎放送
- 南日本放送（1977年4月ネット開始[6]）
- 琉球放送（1972年5月15日の本土復帰前からネット）

特記事項
- 富山県と石川県、山口県についてはそれぞれ近隣県の放送局と地域上の棲み分けで、長年にわたり県域局が1局だけであっても、シングルネットであったため、複数県の取材を担当していた時期があった
  - 富山県と石川県はMROが1980年11月まで担当していたが、1980年12月にKNBが加盟したことにより富山県の取材はKNBの担当になった。
  - 山口県は1982年9月までKRYがNRN単独加盟であったのでネットできず、RCCが取材を担当していたが、同10月からKRYの加盟により山口県の取材を担当するようになった。
- なお岡山県と香川県も長年にわたり対岸を挟む形（テレビと同じく瀬戸内海準広域圏扱いと見なして）でRSKがシングルネットであったため、両県の取材を担当しており、RNC（当時NRN単独）は放送されていなかったが、次番組「ネットワークトゥデイ」放送開始後の1997年10月にRSK、RNCがそれぞれクロスネットとして加盟するようになったことから、RNCでも「ネットワークトゥディ」を放送できるようになった。